# Леандер, Цара
Ца́ра Леа́ндер (немецкое произношение: [ˈt͡sa.ʁa leː.ˈʔan.dɐ] (слушать)о файле; швед. Zarah Leander, урожд. Сара Стина Хедберг (швед. Zarah Stina Hedberg), 15 марта 1907 — 23 июня 1981) — шведская киноактриса и эстрадная певица, работала в основном в Германии.

## Биография
Родилась в семье маклера. С 1911 года брала уроки игры на фортепьяно. В 1913 году впервые выступила на публике на конкурсе Шопена. До 1922 года училась в гимназии, после чего провела два года в Риге, где научилась бегло говорить по-немецки. В это время часто ходила в театр и на концерты и решила посвятить свою жизнь сцене.
В 1926 году вышла замуж за актёра Нильса Леандера. В 1929—1935 годах играла в многочисленных ревю и опереттах в Швеции, выступала с гастролями в скандинавских странах. В 1930 году появились её записи на пластинках. Первыми ролями Леандер в кино стали женщины-вамп в гламурной среде. В 1932 году она вышла замуж за шведского журналиста Видара Форселля, в 1936 году уехала в Австрию, играла с Максом Хансеном в оперетте Ральфа Бенацки «Аксель у райских врат» в Венском театре. В том же году вышел первый немецкоязычный фильм с её участием: Леандер исполнила роль певицы ревю в детективном фильме «Премьера», действие которого происходило в театральных кругах. В этом амплуа она выступала и в фильмах UFA, которая заключила с ней контракт.
В 1941 и 1942 годах Гитлер отклонил предложение министерства пропаганды о присвоении ей звания государственной актрисы. В 1943 году от неё потребовали принять немецкое гражданство и отказаться от получения большей части гонораров в валюте. В ответ на это она разорвала контракт с UFA и вернулась в Швецию. Фильмы с её участием остались в прокате, но в немецкой прессе было запрещено упоминать её имя.
В 1944 году была вынуждена отказаться от участия в стокгольмском ревю Карла Герхарда, после того как скандинавские коллеги-эмигранты пригрозили ей бойкотом, однако это не помешало её выступлениям на шведском радио. С середины 1945 года ей было запрещено выступать в Германии и Австрии. 13 ноября 1948 года в Саарбрюккене она выступила с первым послевоенным концертом.
В Советском Союзе несколько фильмов с её участием демонстрировались в качестве трофеев: в 1948 году «Сердце королевы» (1940) — под названием «Дорога на эшафот», в 1949 году «Песнь пустыни» (1939) — под названием «Восстание в пустыне», в 1956 году «Тогда» (1943) — под названием «Кто виноват?».
Поэт Иосиф Бродский в эссе «Трофейное» писал:

Я видел её только раз, в «Дороге на эшафот», шедшей тогда всего неделю, про Марию Стюарт. Ничего оттуда не помню, кроме сцены, в которой юный паж скорбно преклоняет голову на изумительное бедро своей обреченной королевы. По моему убеждению, она была самой красивой женщиной, когда-либо появлявшейся на экране, и мои последующие вкусы и предпочтения, хотя сами по себе и вполне достойные, все же были лишь отклонениями от обозначенного ею идеала. Из всех попыток объяснить сбивчивую или затянувшуюся романтическую карьеру эта, как ни странно, представляется мне наиболее удовлетворительной.
В 1949 году Леандер возобновила концерты, гастролировала по Европе и Южной Америке. В 1956 году вышла замуж за дирижёра Арне Хюльферса. В кино появлялась лишь в эпизодических ролях. В фильме «У тебя было всегда так хорошо» сыграла саму себя, пела свои старые песни.
Играла в опереттах и мюзиклах в Вене и в ФРГ, выступала с гастролями и по телевидению («Воскресный концерт» на ZDF в 1978 году).
10 октября 1978 года в Стокгольме в последний раз вышла на сцену. На следующий день у неё случился инсульт.
В интервью 1996 года старший офицер советской разведки Павел Судоплатов утверждал, что Леандер являлась советским агентом под кодовым именем «Стина-Роза». По его словам, Леандер отказалась от оплаты своей шпионской деятельности, потому что была тайным членом Шведской коммунистической партии и поэтому выполняла работу по политическим причинам.

## Фильмография
- 1930 — Загадки Данте / Dantes Mysterier
- 1931 — Фальшивый миллионер / Falska Millionären
- 1935 — Скандал / Äktenskapsleken
- 1937 — Премьера / Premiere
- 1937 — К новым берегам / Zu neuen Ufern
- 1937 — Хабанера / La Habanera
- 1938 — Родина / Heimat
- 1938 — Чернобурка / Der Blaufuchs
- 1939 — Средь шумного бала / Es war eine rauschende Ballnacht
- 1939 — Песнь пустыни / Das Lied der Wüste
- 1940 — Сердце королевы / Das Herz der Königin
- 1941 — Путь на свободу / Der Weg ins Freie
- 1942 — Великая любовь / Die große Liebe
- 1942 — Тогда / Damals
- 1950 — Габриела / Gabriela
- 1952 — Куба Кабана / Cuba Cabana
- 1953 — Аве Мария / Ave Maria
- 1954 — У тебя было всегда так хорошо / Bei Dir war es immer so schön
- 1959 — Голубой мотылек / Der blaue Nachtfalter
- 1964 — Небылицы / Das Blaue vom Himmel, ТВ
- 1966 — Изюминка женщин / Das gewisse Etwas der Frauen